# Almási Ádám
Almási Ádám (1738 – Kolozsvár, 1793. augusztus 23.) unitárius lelkész.

## Élete
1766. április 24-étől 1770. április 24-éig volt torockói tanító. 1781. április 24-éig kövendi pap, 1782. február 13-áig torockói pap, majd haláláig pedig a kolozsvári lelkészi hivatalt töltötte be. Az ő szolgálata idején, 1791 tavaszán kezdődött el a kolozsvári unitárius templom építésének előkészítése. Emellett a kolozsvári unitárius kollégiumban retorikát tanított. Várallyai Mihály így írt róla Belsö Magyar Uttzai Magyar PARNASSUS (Kolozsvár, 1766) című kéziratában:
„Gyönyörüséges szókat
Tanitván Rhétorokat
Tészen Orátiojában
Értelmes Rátiojában
ALMÁSI ÁDÁM ki hiv
SENIOR és kegyes sziv.”

## Munkái
Halotti beszélgetés. Melyet idősb báró Henter István úr utolsó tisztességtétele alkalmatosságával folytatott 1789. Karácson hava 13. napján. Kolozsvár, 1790.
Sok beszéde kéziratban a székelykeresztúri és a kolozsvári unitárius kollégium könyvtárába került.